# Eccoptomera brandti
Eccoptomera brandti is een vliegensoort uit de familie van de afvalvliegen (Heleomyzidae). De wetenschappelijke naam van de soort werd voor het eerst geldig gepubliceerd in 1948 door Albert Collart.